# گروپو آبریل
گروپو آبریل (انگلیسی: Grupo Abril) شرکت رسانه‌ای برزیلی است، که در سال ۱۹۵۰ تأسیس شد.